# 丁仰國
丁仰國（12月25日—）為台灣知名導演，本來是武行（武術指導）出身，後升格為導演，執導多部電視劇。妻是資深演員林秀君。

## 作品
武術指導
- 台視《洛神》
- 台視《臺灣情》
- 中視《一代皇后大玉兒》（兼飾演林丹汗）
- 中視《達摩》（兼飾演衍空）
- 華視《八千里路雲和月》
- 華視《秦俑》
- 華視《懷玉公主》
- 華視《乞丐皇帝》（兼飾演常遇春）

導演
- 中視《笨小孩》
- 三立&华视《紫禁之巅》
- 台視《神機妙算劉伯溫》第1、6單元
- 台視&三立《微笑PASTA》
- 中视&三立《老王同学会》
- 1998年，民視《舉頭三尺有神明》第5單元
- 1999年，上海東方電視台《老房有喜》
- 2009年，湖南衛視《一起来看流星雨》
- 2010年，湖南衛視《一起又看流星雨》
- 2011年，湖南衛視《新還珠格格》
- 2011年，上海辛迪加影视《愛情睡醒了》
- 2012年，湖南衛視《我家有喜》
- 2013年，湖南衛視《花非花霧非霧》
- 2014年，上海电视剧频道《新京華煙雲》
- 2014年，湖南衛視《不一樣的美男子》
- 2015年，上海辛迪加影视《医馆笑传》
- 2015年，江苏华利文化传媒《我在锡林郭勒等你》
- 2016年，湖南衛視《思美人》

演員
- 1986年，中視《絳雪玄霜》（飾演白虎）
- 1987年，中視《醉拳》（飾演彭霸）
- 1988年，中視《射鵰英雄傳》（飾演朱聰）
- 1989年，華視《一門英烈穆桂英》（飾演楊延德）
- 1990年，台視《天眼》心跳時刻（飾演邱騰飛）
- 1991年，中視《戲說乾隆》（飾演石威）
- 1993年，華視《國姓爺傳奇》（飾演馬信）
- 1992年，中視《再世情緣》（飾演王安）
- 1993年，華視《包青天》
- 1997年，華視《施公奇案》考場怪譚（飾演白玉堂）
- 1998年，民視《舉頭三尺有神明》
- 2000年，台視《神仙動員令》（飾演東廠公公）

## 外部連結
- 丁仰國的新浪微博